# باورز اند ویلکینز
باورز اند ویلکینز (انگلیسی: Bowers & Wilkins؛ (مخفف انگلیسی: B&W)) یک شرکت بریتانیایی است که در زمینهٔ تولید تجهیزات صوتی، به‌ویژه بلندگو فعالیت دارد. این شرکت در سال ۱۹۶۶ توسط جان باورز در وورتینگ، ساسکس غربی انگلستان بنیان‌گذاری شد.